# John Rymill
John Riddoch Rymill (Penola, 13 marzo 1905 – Penola, 7 settembre 1968) è stato un esploratore australiano, uno dei pochi ad aver potuto aggiungere la seconda barra alla propria Medaglia Polare.

## Infanzia
Rymill nacque a Penola, nell'Australia meridionale, secondo figlio di Robert Rymill (1869 — 1906) e di Mary Edith Rymill (nata Riddoch), proprietari della stazione di Penola, e nipote di Frank Rymill, uno dei cittadini più in vista di Adelaide. Rymill vide nascere la sua passione per la letteratura polare durante il suo periodo di studio nel collegio della Melbourne Grammar School, ciò lo spinse a continuare i suoi studi presso la Royal Geographical Society di Londra, dove si specializzò particolarmente nella ricognizione e nella navigazione.

## Carriera da esploratore
Rymill si preparò alle proprie future esplorazioni polari praticantdo alpinismo in Europa, prendendo lezioni di volo alla de Havilland Aircraft Co. Ltd, ad Hendon,  e seguendo corsi del professor Frank Debenham presso lo Scott Polar Research Institute, dell'Università di Cambridge. Nel 1931 fu assegnato alla Spedizione britannica per una rotta aerea Artica (in inglese: British Arctic Air Route Expedition) in Groenlandia (1930-31) come ricognitore e pilota, mentre l'anno seguente si unì alla Spedizione nella Groenlandia orientale del 1932-33 comandata da Gino Watkins, di cui prese il comando dopo la morte di quest'ultimo presso il fiordo di Tuttilik.

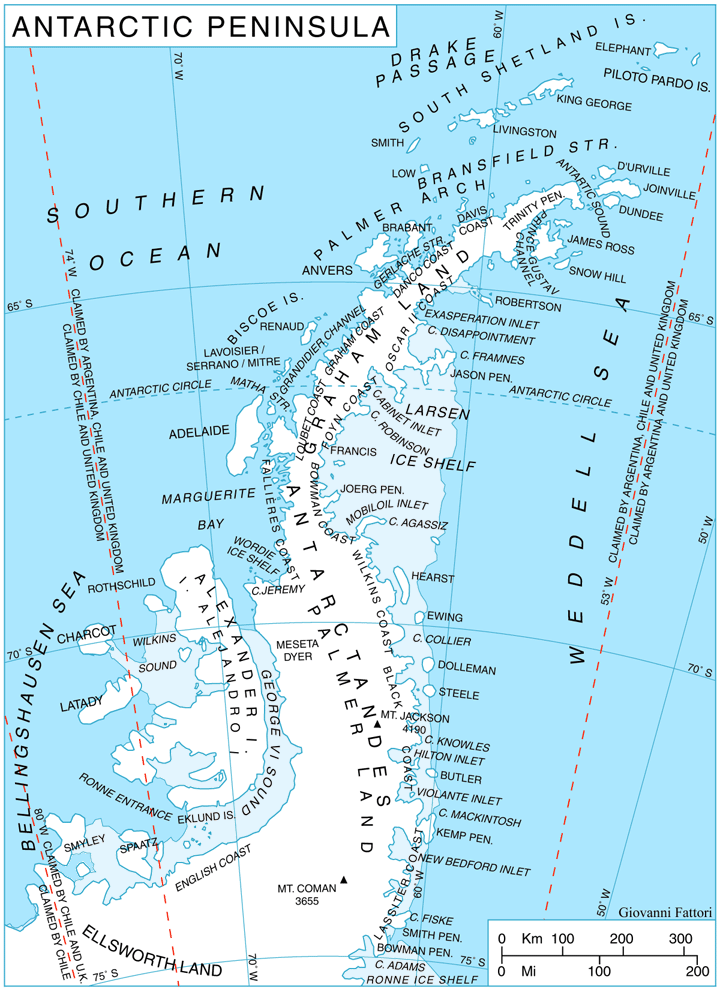
La Terra di Graham, nel nord della Penisola Antartica.

Come risultato di queste esperienze artiche, Rymill si decise ad organizzare una spedizione antartica nel sud della Terra di Graham e nel Mare di Weddell, a sud di Capo Horn. Dopo alcune prime difficoltà legate al recupero di fondi e di sponsor, nel 1934 Rymill acquistò una vecchia nave scuola che ribattezzò Penola e arruolò un equipaggio formato da volontari dell'Università di Cambridge e da nove marinai forniti dalla Royal Navy, quindi partì facendo rotta per l'Atlantico meridionale. La prima base della spedizione fu nella Georgia del Sud, un arcipelago facente parte del territorio britannico d'oltremare chiamato Georgia del Sud e Isole Sandwich Australi.
Durante i due anni trascorsi nelle acque antartiche, la spedizione da lui guidata, chiamata spedizione britannica nella Terra di Graham, rivelò che la Terra di Graham era in effetti una penisola, scoprì un braccio di mare permanentemente ghiacciato, poi rinominato canale di Giorgio VI, che si estende fino al Mare di Bellingshausen ed effettuò la ricognizione aerea (utilizzando un biplano de Havilland DH.83 Fox Moth) di circa 1.600 km di costa della Terra di Graham.

## Riconoscimenti
- Medaglia Polare del servizio britannico con barra Artica (1930—31)
- Barre Antartiche (1934—37)
- Premio Murchison (1934) della Royal Geographical Society
- Medaglia dei Fondatori (in inglese: Founders' medal) (1938) della Royal Geographical Society
- Medaglia del centenario di David Livingstone della American Geographical Society di New York (1939).'The survey work of this expedition constitutes probably the largest contribution of accurate detailed surveys of the Antarctic Continent made by an expedition'.
Motivazione dell'assegnazione della Medaglia del centenario di David Livingstone

Sia la costa di Rymill nella Terra di Palmer che la baia di Rymill nella Terra di Graham, in Antartide, sono state così battezzate in suo onore.

## Famiglia
Nel 1938, dopo aver completato il resoconto ufficiale della spedizione, intitolato Southern Lights, Rymill sposò Eleanor Mary Francis (17 giugno 1911 — 14 aprile 2003), una geografa che aveva conosciuto all'Università di Cambridge. I due tornarono a vivere in Australia, a Penola, dove gestirono la Old Penola Estate e dove Rymill assunse anche l'incarico di consigliere distrettuale. 
Durante la seconda guerra mondiale, Rymill si arruolò nella riserva volontaria della marina australiana. 
Morì il 7 settembre 1968 per le conseguenze di un incidente automobilistico, esattamente come suo padre, lasciando la moglie e i due figli e fu sepolto nel cimitero di Penola.